# Затуловский, Леонид Борисович
Леонид Борисович Затуловский (1935—2018) — советский и украинский композитор, аранжировщик и дирижёр, музыкальный педагог, трубач.

## Биография
Родился в 1 сентября 1935 года в г. Белая Церковь. С 1944 года постоянно проживал в г. Черновцы.
В 1955 году окончил музыкальное училище, класс духовых инструментов И.Петрова. С этого времени работал руководителем нескольких духовых оркестров в г.Черновцы и в Черновицкой области.
В 1964 году организовал первый на Буковине самодеятельный эстрадный ансамбль «Юность» при Доме учителя. 1976—1980 — основал и был художественным руководителем эстрадного ансамбля «Черемош» при Черновицкой филармонии.
C 1983 по 1985 год — был дирижер оркестров Объединения музыкальных ансамблей.
С 1985 года — преподавал в Детской музыкальной школе № 1 в Черновцах.

## Творчество
Автор произведений для симфонического, камерного, духового, народного и эстрадно-симфонического оркестров.
Среди его произведений — «Буковинские рапсодии» № 1-3, симфоническая поэма «Буковина», кантата «Память» для хора и симфонического оркестра, симфоническая сюита «Блуждающие звёзды», «Концертино» для фортепиано и симфонического оркестра, «Детский альбом» для фортепиано, большое количество хоровых произведений и другие.
Автор музыки к четырём спектаклям.
Автор более 80 эстрадных песен, среди наиболее известных — «Забудь печаль» на слова Т. Севернюк в исполнении Василия Зинкевича, создал большое количество произведений и авторских аранжировок для ансамблей различного инструментального состава — джазовых, вокально-инструментальных, народных, духовых, ансамблей баянистов и аккордеонистов.
Среди исполнителей произведений композитора — Национальный оркестр народных инструментов Украины, Академический Буковинский ансамбль песни и танца, Академический симфонический оркестр Черновицкой областной филармонии, камерный оркестр «Наяны» г. Нью-Йорка, ВИА «Черемош», «Смеричка», «Сурмы», народные артисты Украины Я. Табачник, Ю. Богатиков, В. Зинкевич, Н. Яремчук, Л. Сандулеса, заслуженные артисты Украины С. Таль, В. Куприна, Я. Солтис, И. Дерда, скрипичный дуэт П. Чоботов и Л. Шапко и другие.

## Звания и награды
- Заслуженный деятель искусств Украины.
- Лауреат международной премии имени Сиди Таль.
- Лауреат премии в области литературы и искусства им. С. Воробкевича.
- Лауреат международных и украинских конкурсов и фестивалей.

## Записи сочинений
- Третья «Буковинская» рапсодия, Сюита «Блуждающие звезды», Концертино для ф-но с оркестром
- Песня «Забудь печаль» в исполнении Василия Зинкевича
- «Экспромт» на тему Александра Цфасмана «Неудачное свидание». Исполняет Олег Микитюк